# Fusconaia masoni
Fusconaia masoni är en musselart som först beskrevs av Conrad 1834.  Fusconaia masoni ingår i släktet Fusconaia och familjen målarmusslor. IUCN kategoriserar arten globalt som starkt hotad. Inga underarter finns listade i Catalogue of Life.